# Усадище (Тихвинский район)
Усадище — деревня в Ганьковском сельском поселении Тихвинского района Ленинградской области.

## История
Деревня Усадище упоминается на карте Новгородского наместничества 1792 года А. М. Вильбрехта.
Как деревня Большой Двор она обозначена на «Специальной карте западной части России» Ф. Ф. Шуберта 1844 года.

УСАДИЩЕ (БОЛЬШОЙ ДВОР) — деревня Усадищского общества, прихода Капецкого погоста. Река Капша. 

Крестьянских дворов — 37. Строений — 50, в том числе жилых — 38. 

Число жителей по семейным спискам 1879 г.: 92 м. п., 110 ж. п.; по приходским сведениям 1879 г.: 94 м. п., 120 ж. п.

В конце XIX — начале XX века деревня административно относилась к Куневичской волости 2-го земского участка 2-го стана Тихвинского уезда Новгородской губернии.

УСАДИЩЕ (БОЛЬШОЙ ДВОР) — деревня Усадищского общества, дворов — 61, жилых домов — 72, число жителей: 125 м. п., 137 ж. п. 

Занятия жителей — земледелие, лесные промыслы. Река Капша. Часовня, мелочная лавка, кузня, смежна с выселками Ганьково. (1910 год)

С 1917 по 1918 год деревня Усадище входила в состав Куневичской волости Тихвинского уезда Новгородской губернии. 
С 1918 года в составе Череповецкой губернии.
С 1924 года в составе Капшинской волости.
С 1927 года в составе Михалевского сельсовета Капшинского района.
В 1928 году население деревни Усадище составляло 245 человек.

Деревня Усадище на карте 1932 года

Согласно карте Ленинградской области Северо-западного аэрогеодезического треста ГГУ издания 1932 года деревня насчитывала 27 крестьянских дворов. В деревне находилась часовня.
По данным 1933 года деревня Усадище входила в состав Михалевского сельсовета Капшинского района Ленинградской области.
В 1958 году население деревни Усадище составляло 163 человека.
С 1963 года в составе Тихвинского района.
По данным 1966 и 1973 годов деревня Усадище также входила в состав Михалевского сельсовета.
По данным 1990 года деревня Усадище входила в состав Ганьковского сельсовета.
В 1997 году в деревне Усадище Ганьковской волости проживали 44 человека, в 2002 году — 29 человек (русские — 97 %).
В 2007 году в деревне Усадище Ганьковского СП проживали 20 человек, в 2010 году — 12.

## География
Деревня расположена в центральной части района близ автодороги 41А-009 (Лодейное Поле — Тихвин — Чудово).
Расстояние до административного центра поселения — 0,5 км.
Расстояние до ближайшей железнодорожной станции Тихвин — 41 км.
Деревня находится на правом берегу реки Капша.

## Демография
| 2007 | 2010 | 2017 |
| ---- | ---- | ---- |
| 20   | ↘12  | ↗18  |

### Национальный состав
Согласно данным Всероссийской переписи населения 2021 года в деревне проживали 27 человек, из них:
 русские — 20, армяне — 3, остальные национальность не указали.

## Улицы
Береговой переулок, Зелёная, Лесная, Нагорный переулок, Полевая, Центральная.